# Мартинов Георгій Сергійович
Гео́ргій Сергі́йович Марти́нов (рос. Гео́ргий Серге́евич Марты́нов, 2 жовтня (15 жовтня) 1906, Гродно — пом.26 жовтня 1983, Ленінград) — російський радянський письменник-фантаст.

## Біографія
Георгій Мартинов народився у 1906 році у Гродно в сім'ї інженера-залізничника. Дитинство майбутнього письменника було пов'язане із частими переїздами, що призводило до постійної зміни місця навчання хлопця. Це стало причиною того, що він не мав друзів, і єдиним його захопленням було читання. Оскільки Мартинов з дитинства мав дуже розвинуту уяву, то часто прочитані ним книжки він переповідав своїм новим співтоваришам по навчанню із власноруч придуманим доповненням. У 1920 році, коли сім'я майбутнього письменника проживала в Катеринодарі, батьки Георгія розлучились, і мати залишалась сама із двома дітьми. Після цього Мартинов вирішив самостійно заробляти гроші, та влаштувався робітником на залізницю. За кілька років Георгію Мартинову довелось неодноразово змінювати місце роботи та проживання, а в 1927 році він разом із матір'ю та сестрою перебрався на постійне місце проживання до Ленінграда, де в цьому ж році він вирішив стати військовим, і стає курсантом військової школи шляхів сполучення. Проте під час навчання він отримує важку черепно-мозкову травму, яка призвела до значного погіршення слуху із подальшим прогресуванням. Унаслідок цього Мартинова відрахували з військового училища.
Після цього нещасного випадку Георгій Мартинов у 1931 році стає робітником заводу гумових технічних виробів. Паралельно він закінчує екстерном курс середньої школи, і в 1936 році він вступає до Всесоюзного заочного політехнічного інституту, який закінчує в 1941 році. Протягом часу навчання він також піднімається угору по щаблях службової кар'єри, стає спочатку майстром, а пізніше стає начальником цеху заводу. У 1938 році він стає кандидатом у члени ВКП (б), а наступного року стає членом партії.
З початком німецько-радянської війни Георгій Мартинов, незважаючи на проблеми зі слухом, добровольцем пішов у діючу армію. Він брав участь у бойових діях у складі військ Ленінградського, а пізніше Прибалтійського фронту. Після закінчення війни повернувся до роботи на завод.
Розпочав писати Георгій Мартинов у 1951 році, коли розпочав роботу над повістю «220 днів на зорельоті», яка вийшла друком у 1955 році. Наступного року він став членом Спілки письменників СРСР, та стає професійним письменником. Проте прогресуюча втрата слуху зумовила те, що від середини 70-х років Мартинов припинив активну творчу діяльність. Помер письменник 26 жовтня 1983 року в Ленінграді.

## Літературна творчість
Літературну творчість Георгій Мартинов розпочав у 1951 році, а в 1955 році вийшла друком його перша повість «220 днів на зорельоті», яка стала першою частиною трилогії «Зореплавці», до якої увійшли також повісті «Сестра Землі» та «Спадок фаетонців». Ця трилогія присвячена дослідженням космосу в недалекому майбутньому, причому Мартинов уперше серед письменників-фантастів подав послідовні етапи освоєння космосу людиною: спочатку висадка на Місяць, а потім політ на Венеру і Марс, і саме в такому порядку радянські автоматичні станції розпочали дослідження найближчих до Землі космічних тіл. Сюжет трилогії дещо відрізняється від традиційної радянської фантастики того часу, оскільки, хоча й під час висадки на Венеру відбувається суперництво між радянським та американським космічними кораблями, а також підступні дії представників капіталістичного табору до команди радянського корабля, причому в протистоянні традиційно виграють представники радянського екіпажу, проте у трилогії уперше в радянській фантастиці показано можливість непорозуміння між цивілізаціями з різних планет (на відміну від інших прикладів тогочасної радянської фантастики, радянські космонавти не зуміли розібратися у суспільному устрої розумних жителів Венери, які виявились земноводними, суспільний розвиток яких відповідав зародженню класового суспільства Землі), та не зуміли влаштувати там соціальну революцію. Також у трилогії показано загибель радянських космонавтів під час освоєння космосу, що також нехарактерно для тогочасної радянської фантастики, показано вперше в радянській фантастиці вибір між урятуванням одного члена екседиції із ризиком загибелі решти її членів, а також у третій частині трилогії показано порятунок радянських космонавтів з Церери силами британської експедиції, хоча в тогочасній радянській літературі прийнято було, щоб саме радянські космонавти рятували представників інших країн. Паралельно письменник працював над романом «Гість з безодні», який сюжетно пов'язаний із «Зореплавцями». Цей роман також має суттєві відмінності в сюжеті від більшості творів тогочасної радянської фантастики, адже в ньому говориться про те, що могили героїв німецько-радянської війни не збереглись навічно, і прізвища їх виявились також забутими, й через вісімнадцять століть їх вже не було помітно на поверхні Землі, а тогочасна радянська пропаганда повторювала, що ці могили будуть стояти вічно і пам'ять про героїв війни збережеться також навічно. Проте цим письменник лише підкреслював це, що пам'ять про окрему людину протягом тривалого часу може й не зберегтися, проте людство має завжди пам'ятати свою історію і свої корені, а існування майбутнього, в якому збулись мрії предків, і є найкращим пам'ятником цим людям. Окрім того, в романі на фоні опису комуністичного майбутнього Землі, який перегукується із романом Єфремова «Туманність Андромеди», показано трагедію давно померлого героя німецько-радянської війни, якого потомки оживили через вісімнадцять століть після його смерті, проте він не зумів пристосуватися до життя у суспільстві далекого майбутнього. Окрім того, на відміну від Єфремова, який у своїх творах зумів більш повно показати як технічні досягнення землян майбутнього, так і суспільний устрій та взаємовідносини людей майбутнього, Мартинов лише схематично описав майбутнє, не ризикуючи дати повний опис суспільного устрою та взаємовідносин людей у майбутньому. Біографи письменника Андрій Балабуха та Анатолій Бритиков писали, що як би цей роман вийшов у світ на початку 50-х років XX століття, то він би став у один ряд із «Туманністю Андромеди» Єфремова, проте з цим твердженням не погоджуються інші літературні критики, вважаючи, що Єфремов значно ширше описав майбутнє Землі, у тому числі детально розписав концепцію Великого Кільця світів, а також суспільні взаємовідносини та технічні досягнення людей майбутнього.
Інший роман Мартинова, «Каллісто» присвячений контакту землян 60-х років XX століття із високорозвиненою цивілізацією із планетної системи зірки Сиріус. У цьому романі також помітно сліди змагання двох систем — капіталістичної і соціалістичної, а також лише частково описано комуністичне суспільство на планеті біля Сиріуса, у романі також простежується сюжетна лінія кохання землянина (з Радянського Союзу) та іншопланетянки. Хоча цей роман і викликав велике захоплення шанувальників фантастики, особливо серед дітей, які навіть розпочали гратися у каллістян, критики звертали увагу на деяку схематичність роману, в якому інопланетян, що приземлились на території СРСР, зустрічає військовий оркестр і місцеве партійне керівництво у дусі кращих традицій радянської доби, а іншопланетяни виявляються точною копією землян, точною копією в романі є й планетна система зірки, й рослинний і тваринний світ іншої планети. У романі вперше в радянській фантастиці піднімається тема прогресорства, яке проводять калістяни в сусідній зоряній системі серед препредставників менш розвиненої цивілізації. Роман виглядає дещо незакінченим і тому, що письменник вирішив обірвати сюжетну лінію твору, обірвавши її після опису в романі факту, що земляни довго не можуть перебувати на Каллісто унаслідок шкідливої дії на їх організм випромінювання місцевого світила.
Наступний роман Мартинова «Гіанея» більшість критиків вважають вершиною творчості письменника. У романі також ідеться про контакт землян із високорозвинутою іншопланетною цивілізацією, проте в даному випадку на цій планеті панувало рабовласницьке суспільство, а самі іншопланетяни прибули задля поневолення землян, хоча ця спроба їм не вдається. Ця сюжетна особливість відрізняє роман від традиційного сюжету радянських фантастичних романів, де високорозвинуті іншопланетяни обов'язково будуть високоморальними та дружніми до землян. У цьому романі письменником також висловлюється гіпотеза про генетичну єдність розумних істот нашої галактики, адже головна героїня іншопланетянка Гіанея народжує сина від свого коханого землянина у другому варіанті роману. У першій версії роману Гіанея, яка єдина врятувалася від вибуху на міжпланетному кораблі, влаштованому її коханим із її рідної планети, не може звикнути до перебування на Землі, та закінчує життя самогубством. На вимогу численних читачів Мартинов переробив роман, і в другому його варіанті Гіанею рятують від смерті, а сама вона знаходить кохання на Землі, що зробило роман більш слабшим в плані сюжету, хоча й збільшило його популярність.
Інші твори Георгія Мартинова — роман «Спіраль часу», повісті «Хто ж він?», «Зовсім поруч» та «Сто одинадцятий», і оповідання «Невидима сутичка» — хоча й написані так само майстерно, як і попередні твори автора, не користувались такою ж популярністю, як перші його романи.

## Переклади
Твори Георгія Мартинова перекладені багатьма мовами світу, зокрема англійською, болгарською, угорською, польською, німецькою, монгольською, французькою, корейською, японською, грузинською та іншими. Українською мовою перекладено першу частину трилогії «Зореплавці» — «220 днів у зорельоті».

## Нагороди та премії
Георгій Мартинов за участь у німецько-радянській війні нагороджений орденом Червоної зірки та кількома медалями.